# 1935年の音楽
1935年の音楽（1935ねんのおんがく）では、1935年（昭和10年）の世界の音楽分野の動向についてまとめる。

## 概要
- コール・ポーターが「ビギン・ザ・ビギン」を発表した[1]。
- スウィング・ジャズが人気を維持した。

## 洋楽・出版曲
- カーター・ファミリー「永遠の絆」（カントリー）
- コール・ポーター「ビギン・ザ・ビギン」
- ジョージ・ガーシュウィン[2]「サマータイム」[3]
- デューク・エリントン[4]「イン・ア・センチメンタル・ムード」
- トミー・ドーシー「ザ・ミュージック・ゴーズ・ラウンド・アンド・ラウンド」
- バート・カルマー、ハリー・ルビー、オスカー・ハマースタインII「夢を描くキッス」
- パウル・ヒンデミット「白鳥を焼く男」
- フレッド・E・アーラート、ジョー・ヤング「手紙でも書こう」
- ポーラ・ネグリ「マヅルカ」

## 邦楽シングル
- ディック・ミネ、星玲子「二人は若い」
- ミス・コロムビア「つきのキャンプ」
- 音丸「船頭可愛いや」
- 関種子「雨に咲く花」
- 高田浩吉「大江戸出世小唄」
- 志村道夫「流線型ジャズ」
- 児玉好雄「無情の夢」
- 小野巡「祖国の護り 大山元帥を讃える歌」
- 松島詩子、東海林太郎「それも思い出」
- 松島詩子「夕べ仄かに」
- 淡谷のり子「ドンニャ・マリキータ」
- 新橋喜代三「明治一代女」
- 中野忠晴「小さな喫茶店」「ミルク色だよ」「Tiger Rag」
- 東海林太郎「旅笠道中」「野崎小唄」「むらさき小唄」
- 楠木繁夫「緑の地平線」
- 伊福部昭「日本狂詩曲」
- 大澤壽人「ピアノ協奏曲第2番」
- 早坂文雄「二つの讃歌への前奏曲」
- 童謡「うれしいひなまつり」
- 市歌「堺市歌」「大連市歌」
- 行進曲「大分県行進曲」

## クラシック
- アルマンド・マンサネーロ「アドロ」
- イーゴリ・ストラヴィンスキー「2台のピアノのための協奏曲」
- イェジィ・ペテルスブルスキ、ゼノン・フリードヴァルト「最後の日曜日」
- ウィリアム・ウォルトン「交響曲第1番」
- 国歌「義勇軍進行曲」

## デビュー
- 月日不明 - 高田浩吉／大江戸出世小唄

## 誕生
- 1月1日 - 平松久司（指揮者、+2021年・86歳没）
- 1月2日 - 伊藤強（音楽評論家、+2016年・81歳没）
- 1月8日 - エルヴィス・プレスリー（、ミュージシャン、+1977年・42歳没）
- 1月10日 - ヴェルナー・アンドレアス・アルベルト（指揮者、+2019年・84歳没）
- 1月25日 - 6代目杵屋正次郎（長唄三味線方、+2011年・76歳没）
- 2月3日 - むつひろし（群馬県、作曲家、+2005年・70歳没）
- 2月7日 - バーブ佐竹（北海道、歌手、+2003年・68歳没）
- 2月10日 - 原嘉壽子（オペラ作曲家、+2014年・79歳没）
- 2月12日 - チャールズ・"ハングリー"・ウィリアムズ（R&Bドラマー/シンガー、+1986年・51歳没）
- 2月15日 - ルイ・ティリー（オルガン奏者、+2019年・84歳没）
- 2月27日 - ミレッラ・フレーニ（オペラ歌手、+2020年・84歳没）
- 3月10日 - 陳鋼（ピアニスト）
- 3月13日 - 蒔田尚昊（旧・満州、作曲家）
- 3月17日 - 横山菁児（作曲家、+2017年・82歳没）
- 3月21日 - エリック・カンゼル（指揮者、+2009年・74歳没）
- 3月25日 - ジョニー・パチェーコ（歌手、ファニア・オールスターズ、+2021年・85歳没）
- 3月27日 - 岸洋子（山形県、歌手、+1992年・58歳没）
- 3月31日 - ハーブ・アルパート（、トランペッター）
- 4月11日 - ダン池田（旧・朝鮮、バンドマスター、+2007年・72歳没）
- 4月19日 - 久世光彦（演出家・小説家・実業家・作詞家、+2006年・70歳没）
- 4月22日 - W・S・ホランド（ドラマー、+2020年・85歳没）
- 4月29日 - オーティス・ラッシュ（歌手・ギタリスト、+2018年・83歳没）
- 5月9日 - ノーキー・エドワーズ（、ギタリスト、元ザ・ベンチャーズ、+2018年・82歳没）
- 5月12日 - ゲイリー・ピーコック（ジャズベーシスト、+2020年・85歳没）
- 5月15日 - 美輪明宏（長崎県、シンガーソングライター・俳優）
- 5月17日 - 松尾和子（東京都、歌手、+1992年・57歳没）
- 5月19日 - セシル・マクビー（、ダブルベース奏者）
- 5月29日 - ヴャチェスラフ・オフチニコフ（指揮者、+2019年・82歳没）
- 5月30日 - 小坂一也（歌手・俳優、+1997年・62歳没）
- 5月31日 - 若杉弘（、指揮者、+2009年・74歳没）
- 6月3日 - テッド・カーソン（トランペット奏者、+2012年・77歳没）
- 6月5日 - ミシャ・メンゲルベルク（ジャズピアニスト、+2017年・81歳没）
- 6月6日 - 嵐野英彦（作曲家、+2016年・81歳没）
- 6月10日 - ジェームス三木（作家・演出家・元歌手）
- 7月1日 - ジェイムズ・コットン（ハーモニカ奏者・歌手、+2017年・81歳没）
- 7月3日 - チェオ・フェリシアーノ（歌手、+2014年・78歳没）
- 7月3日 - 三原さと志（旧・中国、歌手、和田弘とマヒナスターズ、+2006年・71歳没）
- 7月9日 - メルセデス・ソーサ（歌手、+2009年・74歳没）
- 7月19日 - ゲルト・アルブレヒト（指揮者、+2014年・78歳没）
- 7月20日 - アンドレ・イゾワール（オルガニスト、+2016年・81歳没）
- 7月23日 - 朝丘雪路（歌手・女優、+2018年・82歳没）
- 7月27日 - はやし・こば（作曲家、+2016年・80歳没）
- 7月29日 - ペーター・シュライアー（テノール歌手・指揮者、+2019年・84歳没）
- 8月10日 - ギヤ・カンチェリ（作曲家、+2019年・84歳没）
- 8月13日 - 芝祐靖（雅楽師・作曲家、+2019年・83歳没）
- 8月25日 - 田宮二郎（俳優・歌手、+1978年・43歳没）
- 8月26日 - 筒井広志（東京都、作曲家、+1999年・63歳没）
- 8月30日 - ジョン・フィリップス（歌手、+2001年・65歳没）
- 9月1日 - 小澤征爾（旧・中国、指揮者）
- 9月9日 - 兼田敏（作曲家、+2002年・66歳没）
- 9月11日 - アルヴォ・ペルト（作曲家）
- 9月16日 - ゴードン・ベック（ジャズピアニスト、+2011年・68歳没）
- 9月22日 - ヴィルギリユス・ノレイカ（オペラ歌手、+2018年・82歳没）
- 10月1日 - ウォルター・デ・マリア（彫刻家・音楽家、+2013年・77歳没）
- 10月1日 - ジュリー・アンドリュース（、歌手・女優）
- 10月2日 - 小原乃梨子（声優・女優・元歌手）
- 10月12日 - ルチアーノ・パヴァロッティ（オペラ歌手、+2007年・71歳没）
- 10月23日 - 桜田誠一（作曲家、+2012年・76歳没）
- 11月1日 - アンジェイ・チャイコフスキ（ピアニスト、+1982年・46歳没）
- 11月1日 - 水原弘（東京都、歌手、+1978年・42歳没）
- 11月11日 - 朝崎郁恵（奄美民謡歌手）
- 11月28日 - 城卓矢（旧・樺太、歌手、+1989年・53歳没）
- 12月2日 - 島津伸男（作曲家、+2013年・77歳没）
- 12月7日 - アルマンド・マンサネーロ（作曲家・歌手、+2020年・85歳没）
- 12月10日 - 寺山修司（歌人・劇作家・作詞家、+1983年・47歳没）
- 12月12日 - 中村典正（作曲家、+2019年・83歳没）
- 12月30日 - ウォルフガング・ダウナー（ジャズピアニスト、+2020年・84歳没）

月日不明
- 有馬三恵子（or1936年、作詞家、+2019年・83歳没）
- 外山滋（ヴァイオリニスト、+2014年・78歳没）
- 鳥井実（作詞家、+2018年・83歳没）
- パーヴィス・ステイプルズ（歌手、ザ・ステイプル・シンガーズ、+2021年・85歳没）
- 濱田滋郎（音楽評論家・スペイン文化研究家、+2021年・86歳没）
- 三浦國彦（声楽家、+2016年・81歳没）
- 横田浩和（声楽家、+2012年・78歳没）

## 死去
- 1月13日 - ハインリヒ・シェンカー、音楽学者（* 1868年）
- 4月5日 - フランツ・フォン・ヴェチェイ、ヴァイオリニスト・作曲家（* 1893年）
- 4月19日 - 青木存義（宮城県、作詞家、*1879年）
- 5月17日 - ポール・デュカス、作曲家（* 1865年）
- 5月29日 - ヨゼフ・スーク、作曲家（* 1874年）
- 6月24日 - カルロス・ガルデル、タンゴ歌手・俳優（* 1890年）
- 7月17日 - 聶耳、作曲家（* 1912年）
- 12月4日 - ヨハン・ハルヴォルセン、作曲家・指揮者（* 1864年)
- 12月24日 - アルバン・ベルク、作曲家（* 1885年）